# Cubas kommuner
Cubas 14 provinser er opdelt i 168 kommuner (på spansk municipios) plus den specielle kommune Isla de la Juventud.
De blev defineret i den cubanske lov nummer 1304 af 3 juli 1976.
| Provins             | Antal kommuner |
| ------------------- | -------------- |
| Pinar del Río       | 14             |
| La Habana           | 19             |
| Ciudad de La Habana | 15             |
| Matanzas            | 14             |
| Cienfuegos          | 8              |
| Villa Clara         | 13             |
| Sancti Spíritus     | 8              |
| Ciego de Ávila      | 10             |
| Camagüey            | 13             |
| Las Tunas           | 8              |
| Granma              | 13             |
| Holguín             | 14             |
| Santiago de Cuba    | 9              |
| Guantánamo          | 10             |